# Coinco
Coinco är en kommun i Chile.   Den ligger i provinsen Provincia de Cachapoal och regionen Región de O'Higgins, i den södra delen av landet, 100 km söder om huvudstaden Santiago de Chile.
Trakten runt Coinco består till största delen av jordbruksmark. Runt Coinco är det ganska tätbefolkat, med 93 invånare per kvadratkilometer.